# パーフェクトソルジャー
パーフェクトソルジャー（以下「PS」と呼称）は、テレビアニメ『装甲騎兵ボトムズ』の中に登場する人体を改造した架空の強化人間兵器。

## コンセプト
第三次銀河大戦（百年戦争）末期、戦場に登場したアーマードトルーパー（AT）をギルガメス連合が開発したことにより、ギルガメスとバララントの戦闘はより一層激化し、ATの搭乗者達は多数の犠牲を出しながらも絶大な戦果を双方にもたらした。
その中でより複雑に発達したATのメカニズムに対応するため、コンピュータと一体化して戦闘を行う強化改造兵士として、また理想の兵士たるキリコ・キュービィーを観察して、死なない兵士を生み出す研究に取り憑かれたヨラン・ペールゼンにより人工的に強化兵士として生み出されたのがPSであった。
作中では「パーフェクトソルジャー」よりも「PS（ピーエス）」という略語で呼ばれることが専らである。またネーミングどおり「完全なる兵士」とも呼ばれる。

## 誕生
TVシリーズ内のクメン編で、当時はギルガメス軍に在籍していたジャン・ポール・ロッチナ大尉によって、誕生の様子が語られる。
高度に訓練された兵士でも人体が発達したメカニズムのスピードに追いつけなくなったことから、マイクロコンピューターと一体化する思考力と判断力を加え、これによって機械的により計算された動きをこなすように人体が改造され、筋力強化もされた。なお、このプログラムのみが盛り込まれている状態を「素体」と呼ぶ。
更に、日常的な知識や常識が戦闘においては障害となりうることから、脳そのものにまで手が加えられ、より機械の動きに対応できるようになった。その後は普通の人間と同じ知識や常識を持たされるが、脳を再処理する課程である対象を目にした場合、その対象への認識と依存性が高まり埋め込まれたプログラムよりも強固なものとなってしまう欠点がある。

## ヂヂリウム
キリコ・キュービィーは、ウドで初対決したATM-09-GCブルーティッシュドッグの前に完敗を喫するが、この時彼が対戦したのは小惑星リドの研究施設で発見した裸身の眠れる女性であり、秘密結社に強奪されたPS第1号、通称「プロト・ワン」であった。
ウドにて再会した時にキリコは彼女が液体金属ヂヂリウムのシャワーを浴びる姿を目撃するが、このヂヂリウムはアストラギウス銀河において、コンピュータ回路の半導体として普及しているものである。これを搭載したコンピュータはパフォーマンスが大きく向上し、ATの場合ではMD（ミッションディスク）による演算処理能力が飛躍的に高まる。しかし非常に高価なため入手が困難となっている。
このヂヂリウムはPSにとっては生命線であり、ヂヂリウムを浴びることでPSは本来の高い能力を発揮するが、これがなければPSの動作は鈍くなり、やがて体が硬直して最終的には死に至ってしまう。そのためPSは定期的にヂヂリウムを浴びる必要がある。

## PSの戦果
PSは強奪した秘密結社によって特定の戦線に導入された。一番有名なのはクメン内乱末期におけるATH-14-WPC“スナッピングタートル”がヒロラム・カンジェルマンが率いるクメン反乱軍に加わり、クメン軍に多大な損害をもたらしたことに尽きる。
この時、反乱軍に参加していたスナッピングタートルを操縦していたのは、秘密結社に奪取されたプロト・ワンを元につくり出された「プロト・ツー」イプシロンであり、その搭乗機は「ブルーAT」と呼ばれクメン正規軍から恐れられた。
そして不可侵宙域のサンサ星での戦闘において、バララント艦隊と交戦した際にもイプシロンの操縦するX・ATH-02“ストライクドッグ”がバララント側に少なからず損害を与えた。
また7215年開戦前の6月、ギルガメス主星メルキアの中立都市アコバにおいてバララント側のPS専用AT・BATH-XX“エクルビス”が確認され、メルキア軍がクエント事変において異能者キリコが搭乗した機体であるX・ATH-02-DT“ラビドリードッグ”を解析して生産した量産機が交戦したが、操縦者の能力がキリコに及ばなかったため撃破された。

## PS計画の失敗
人工的に強化兵士をつくり出し、戦場での優位を確保するためのPS計画だったが、最終的には破綻した。その原因がいずれも、死なない兵士の理想型としてPS計画の構想母体となった異能者キリコ・キュービィーにあったというのは皮肉である。
後にキリコから「フィアナ」と名付けられることとなるプロト・ワンは、その誕生課程でキリコを見たために彼への依存心が強くなり、それ故に戦闘よりもキリコへと関心が向き、秘密結社から欠陥品の烙印を押される。結果、彼女はキリコと行動を共にした。
元ギルガメス軍少佐で秘密結社幹部、マーティアル司祭でもあったセルジュ・ボローによってPSに必要なのは純粋な憎悪であるという解析がなされ、その中でプロト・ワンに愛情を寄せていたプロト・ツー/イプシロンはプロト・ワンを奪ったキリコへの憎悪から、執拗にキリコを狙った。だが結果討ち果たせず、サンサでの決闘に敗れて死亡する。
更にPSは大きな欠点を抱えていた。その寿命は僅か2年であり、能力の維持と生命を保つために高価なヂヂリウムを大量に消費しなければならないということは、コストパフォーマンスにおいてあまりにも劣悪であった。ジャン・ポール・ロッチナはPSは時代に対応した一種の新人類という解釈を語ったが、上述の問題点に加えて元の人間に戻すことはできない非人道的な存在であったため、結果、第4次銀河大戦においてはPSは運用されなかった。メルキア軍でPS開発に携わったカルマン・トムスによれば、PSを普通の人間に戻すことは「不可能ではない」とのことであったが、トムスが殺害されてしまい実施されていない。
またPS計画の推進者であったギルガメス軍ディーテル・ロイル・バッテンタイン中将は第3次銀河大戦の終戦前、惑星ミヨイテでの「プランバンドール・スキャンダル」の嫌疑にかけられている。そのようなトラブルの中「素体」プロト・ワンは開発されたが、リドで秘密結社に奪取されてしまい、その後プロト・ワンが秘密結社を離れキリコと行動するようになってもギルガメス軍は彼女を奪い返すに至らなかった。
バッテンタイン中将は、プランバンドール・スキャンダルの中心である腹心のオスカー・フォン・ヘルメシオン准将がシュエップス小隊の生き残りであるメロウリンク・アリティによって追い詰められた際、キーク・キャラダイン中尉に命じ抹殺するが、結果的にその保身行動はバッテンタインの政界進出の目論見を潰えさせ、PS計画も断念されてしまう。

## バララント軍PS
PS開発はギルガメスだけではなく、敵陣営のバララントにおいても行われていた。
ギルガメス側とは異なり、機械を体に内蔵する形で強化された一種のサイボーグ的なものとなっている。戦場で身体を欠損した兵士が機械によって補われ、戦闘に特化した改造がなされる形で開発が進められていた。
その被検体がラダァ・ニーバであり、エクルビスを操ってアコバでのバトリングにより、実験を繰り返し、戦闘力こそ高い水準を発揮していたが、ギルガメスPSとの違いとして常に精神が情緒不安定に苛まれていた。改造による副作用は被検体兵士に不用な暴走を強いることになってしまい、結果ニーバは元レッドショルダーのキリコに偏執的に復讐心を抱き、彼の抹殺のため研究チームを皆殺しにしてしまう。
結局ニーバはキリコに敗れて自滅し、バララント軍もニーバの失敗から以降PS計画に手を染めることはなくなった。

## ネクスタント
銀河結社マーティアルではヴィアチェスラフ・ダ・モンテウェルズ枢機卿が、愛娘であるテイタニア・ダ・モンテウェルズが交通事故で瀕死の重傷を負ったことで、それを基に娘を「秩序の盾」と呼ばれる改造兵士ネクスタントへと仕立て上げ、新たな信仰の象徴ともした。しかしネクスタントという存在は、各セクターにおける兵器開発を禁じた戒律への違反、また、生身の人間による闘争に伴う諸々の苦痛を補助脳というテクノロジーで回避している点で、マーティアル総本山アレギウムの長老会議の面々から、PS開発の場合と同じ異端のおこないであると指弾される。
PSと違いヂヂリウムを必要とせず、ネクスタントは体を殆どサイボーグ化されていると言ってもよく、バララントPSに近い。体内に「補助脳」と呼ばれる戦闘処理システムを持ち、それと併せた身体の改造により生身でATを苦戦させるほどの戦闘力を発揮する。更にATの搭乗時に補助脳を作動させた際には、異能者キリコをも凌駕する程の力を見せるが、これの作動によりテイタニアの人格と生命維持に危険が生じる両刃の剣ともなる。
モンテウェルズ枢機卿はキリコ侵入という非常時に対し、ネクスタント・テイタニアの迎撃を引き換え条件として、法皇に就任する。しかし、キリコを討ち果たすことはできず、キリコが無意識に引いた銃弾によって「偶然」補助脳は破壊され、そのショックで絶望したモンテウェルズ法皇は半ば廃人となる。
それでもマーティアルは諦めずに、新たに3人のネクスタントを製作し、キリコに対する刺客として差し向ける。ただこれはモンテウェルズではなく、部下の独断によるものであり、モンテウェルズ自身は成果を全く期待していなかった。結局3人のネクスタントは目的を達せず、ワイズマンに補助脳を乗っ取られ、その手先となるも、生身のキリコの前に3人揃って返り討ちとなった。
その後、ネクスタントで唯一生存していたテイタニアは、フィアナの遺言に従ってキリコを追うべく、父と決別した上でマーティアルを離脱している。

## PS専用機
PS専用として、より高性能、より高戦闘力を誇るATも開発された。
そういった機体は従来のATが束になっても敵わないほどの性能を見せるが、PSや異能者（またはそれに類する者）以外に使いこなせるパイロットがいないことから量産はされていない。
ここでは、ゲームや小説に登場する機体も載せる。
- ATM-09-GC ブルーティッシュドッグ
- ATM-09-RS スラッシュドッグ
- ATM-09-SA スコープドッグ2
- ATH-14-WPC スナッピングタートル
- X・ATH-02 ストライクドッグ
- X・ATH-02-DT ラビドリードッグ
- X・ATH-02-SC フィアズリードッグ
- X・ATH-09-SS ジェノサイドドッグ
- X・ATH-X-HSW トライアルゴリラ
- BATH-XX エクルビス
- X・ATH11-TC オーデルバックラー
- 型式番号不明 シャドウ・フレア

PS開発がギルガメス軍で中止されたのは、次世代AT「FXシリーズ」に採用されたFSS（フルシンクロシステム）によりPS並みの操縦が生身の人間でも可能になったこと事も要因だが、それら新世代FXATには、機体を動かすMD（ミッションディスク）問題等から、白紙に戻され、結局両陣営とも第四次銀河大戦はスコープドッグとファッティーが主力機となり、FXAT開発も中止された。

## 融機人
小説作品の『青の騎士ベルゼルガ物語』には異能者「融機人」が登場し、その一人であるクリス・カーツの設定は原作者のはままさのりが設定を手がけたOVAの『ビッグバトル』に登場するバララント軍PSにスピンオフされている。
主人公ケイン・マクドガルの仇敵、バトリングで「シャドウ・フレア」のリングネームを名乗るクリス・カーツの正体は異能結社「ラスト・バタリオン」の総帥であり、「融機人」と呼ばれる自らを改造した異能者であった。バララント軍の支援のもとバトリングに関わり実戦データを収集していた彼の搭乗機「シャドウ・フレア」は、およそATの枠を超えた化け物じみた力を発揮する。融機人であるクリス・カーツはシャドウ・フレア搭乗の際、自身の体と機体を直接コードで接続してATの操縦を行っていた。
その他、タカラから発売されたプレイステーション用ゲームソフト『装甲騎兵ボトムズ外伝 青の騎士ベルゼルガ物語』には、ダルファス・マイセンというPSの失敗作の敵キャラクターが登場している。

## FS（フェイスフルソルジャー）
同じくタカラから発売されたプレイステーション用ゲームソフト『装甲騎兵ボトムズ ライトニングスラッシュ』においては、主人公アズライト・フィックスをはじめとする何人かの登場人物が体内に「ナーヴコネクター」と呼ばれる機械を埋め込まれている。これは一般兵士でもPSと同等の操縦技量を持つように生み出されたもので、「FS」（フェイスフルソルジャー）と呼ばれている。
莫大なコストがかかるヂヂリウムを必要とせず、かつ簡易にPSを生み出す目的の意味で、FSの量産計画も企てられていた。なお、一旦ナーヴコネクターを埋め込まれたが最後、摘出することは出来ない（延髄に埋め込まれたために、摘出すると組織を傷つけ死に至る）。
しかしこのシステムを使うには強靱な精神力が要求され、情緒不安定になるとラダァ・ニーバのように暴走する危険性を有していた。大戦末期に開発され、PSと共に秘密結社にその技術が転用されたが、アズライトらによってPS計画と同様、ナーヴコネクターによる強化兵士案も廃棄されている。